# Koro-sensei
 (juillet 2025).
Motif : manga admissible mais pas de sources secondaires centrées sur le personnage
- Archive Wikiwix
- Bing
- Cairn
- DuckDuckGo
- E. Universalis
- Gallica
- Google
- G. Books
- G. News
- G. Scholar
- Persée
- Qwant
- (zh) Baidu
- (ru) Yandex
- (wd) trouver des œuvres sur Wikidata

| 1. | Préciser le motif de la pose du bandeau. | Précisez le motif de la pose du bandeau en utilisant la syntaxe suivante : {{admissibilité à vérifier\|date=juillet 2025\|motif=remplacez ce texte par le motif}}                |
| 2. | Informer les utilisateurs concernés.     | Pensez à avertir le créateur de l'article, par exemple, en insérant le code ci-dessous sur sa page de discussion : {{subst:avertissement admissibilité à vérifier\|Koro-sensei}} |

 (mars 2018).
Si vous disposez d'ouvrages ou d'articles de référence ou si vous connaissez des sites web de qualité traitant du thème abordé ici, merci de compléter l'article en donnant les références utiles à sa vérifiabilité et en les liant à la section « Notes et références ».
Koro-sensei (殺せんせー, Koro-sensē), ou simplement Koro, est le personnage principal du manga Assassination Classroom créé par Yūsei Matsui en 2012.

## Apparence et personnalité
Koro-sensei est une créature semblable à un poulpe jaune avec une tête ronde, de petits yeux et un grand sourire quasi-permanent. Il porte une robe universitaire noire avec un petit chapeau et une cravate avec un croissant de lune, cadeau d'Aguri Yukimura. Quand il était encore humain, Koro était un jeune homme mince aux cheveux noirs, peu après la mort d'Aguri et sa promesse, il a décidé de prendre l'apparence d'une créature à l'allure inoffensive pour mettre ses élèves en confiance.
Durant sa vie d'assassin, Koro était une personne inexpressive et froide, considérant les autres comme des pions pour mieux parvenir à ses fins. C'est ce comportement qui lui a valu la trahison de son disciple. Après sa transformation, c'est un être joyeux, excentrique et assez pervers, cependant, il est aussi compatissant et pense avant tout au bien-être de ses élèves, prêt à risquer sa vie pour les protéger. Il lui arrive aussi de faire preuve de sarcasme et de mesquinerie à l'égard de ses élèves quand ils échouent à le tuer. Cependant quand il se met en colère, il devient sinistrement sérieux et menaçant.

### Visages expressifs
Le visage de Koro-sensei a la particularité de changer de couleur selon l'émotion qu'il ressent.
- Jaune : sa couleur habituelle.
- Jaune à bandes vertes : quand il est arrogant ou qu'il se moque (les bandes vertes et oranges tournent quand il se moque méchamment).
- Orange avec un cercle rouge : quand un élève donne une bonne réponse.
- Violet foncé avec une croix : quand un élève donne une mauvaise réponse ou quand il n'est pas satisfait.
- Rouge : quand il est en colère.
- Bleu : quand il est choqué.
- Bleu clair : Quand il est triste.
- Rose clair : quand il est gêné, ému ou qu'il a des pensées érotiques.
- Rose pâle: après le déjeuner et qu'il est fatigué
- Blanc : quand il est très sérieux ou neutre.
- Noir : quand il est fou de rage (ses yeux rougissent) ou lorsqu'il est bronzé (même ses dents s'assombrissent).

## Biographie fictive

### L'ère du Dieu de la Mort et incarcération
Né et élevé dans le pire bidonville de la planète, le jeune Koro-sensei n'a ni âge ni nom connu. En voyant la terreur et l'inconfiance régner sur son monde, il en conclut que le seul moyen de survivre dans ce monde est de tuer, il décide alors de devenir un assassin. Après une carrière fulgurante et un millier de victimes, il gagna l'évocateur surnom de Dieu de la Mort (Shinigami en VO) qui imposait à tous un effroi incomparable. Cultivé, rusé et manipulateur, ce redoutable personnage devint une véritable légende vivante dans le monde des assassins. C'est après avoir tué un riche homme d'affaires que le fils de ce dernier supplia le meurtrier de le prendre sous son aile. Le Dieu de la Mort, touché et conscient de toutes les opportunités d'assassinat que pouvait lui apporter un apprenti, accepta de lui enseigner tout ce qu'il savait. Néanmoins, sa conduite irrespectueuse et pleine de dédain envers son élève, en qui il ne voyait qu'un simple outil à polir, allait bientôt lui faire regretter son choix : alors qu'il s'infiltrait pour une mission à haut risque, son disciple le trahit, usurpa son identité et le livra aux autorités en guise de vengeance, après avoir arraché la peau de son propre visage pour s'en faire un masque.
Emprisonné dans un centre de recherche médical par le sadique professeur Yanagisawa, le Dieu de la Mort subit quotidiennement des expériences étranges et douloureuses sur son corps, dans le but d'en faire un réceptacle à antimatière. La très ingénue fiancée de Yanagisawa, le professeur des écoles Aguri Yukimura (grande sœur de sa future élève Kayano Kaede), fut désignée pour être sa geôlière, tant les autres chercheurs étaient effrayés par cet assassin épouvantable.
Les mois passèrent, et le corps du cobaye commença à devenir plus souple et plus instable, comme celui d'un poulpe. Le Dieu de la Mort et Aguri avaient pour habitude de beaucoup se parler pour passer le temps. Le Maître Assassin fut rapidement interloqué devant tant de bonté, d'optimisme et de simplicité. Également amusé et troublé par les tenues toutes aussi exubérantes les unes que les autres de sa gracieuse gardienne, le meurtrier qui n'avait jamais connu que la haine et la mort découvrit progressivement de nouveaux sentiments: la compassion, la bienveillance et la rédemption, par cette jeune femme qui semblait l'apprécier sincèrement; ce fut la révélation. Ils finirent par tomber amoureux l'un de l'autre, sans pour autant se l'avouer.
Lorsque le professeur Yanagisawa voulut savoir ce qu'il arriverait à la mort de son cobaye, il envoya une souris génétiquement modifiée par le même traitement sur la lune, afin de constater sa réaction. Celle-ci ne se fit pas attendre: l'antimatière explosa et pulvérisa 70 % de l'astre avec elle. Malheureusement, les scientifiques restés au sol découvrirent que le tueur était lui aussi condamné: son corps finirait forcément par dégénérer et par détoner le 13 mars de l'année suivante. Paniqué par ce que pourrait donner une explosion pareille sur Terre, Yanagisawa ordonna l'exécution immédiate du sujet.

Informé par sa détentrice du danger qu'il courrait, le Dieu de la Mort, gonflé de rage, devint une créature monstrueuse et tentaculaire qui détruisit tout sur son passage en éborgnant au passage le docteur qui avait fait de lui une bête. Lorsqu'il tenta de s'envoler à vitesse Mach 20, le professeur Aguri voulut l'empêcher de ravager le monde, et sauta sur lui pour retenir son geste. Par accident, une mine tentacule transperça la jeune femme. Agonisant dans les bras du monstre qu'il était devenu, elle lui fit promettre de devenir enseignant pour rendre le monde meilleur. Dévasté par la perte de la seule personne qui lui avait accordé de l'affection, le Dieu de la Mort décida de faire table rase de son passé et de se changer en une créature absurde, jaune citron et au sourire perpétuel, afin d'être toujours souriant comme l'était autrefois son amour perdu.

« Les tentacules m'ont parlé, et m'ont demandé ce que je voulais être. J'ai dit que je voulais être faible, imparfait, vulnérable. Percevoir la faiblesse chez les autres pour ne pas exploiter mais protéger. Être un guide, être un enseignant. »

— Koro-sensei après sa transformation.

### Koro-sensei, professeur principal de la 3-E
Arrivé dans la classe de son ancienne amante, la classe 3-E du collège Kunigigaoka, le Dieu de la Mort, qui s'est transformé en une créature jaune ressemblant à un poulpe géant, devint de facto le professeur principal de cette classe considérée comme pleine de "déchets humains". Depuis le traumatisme du décès d'Aguri, le désormais ex-maître assassin décida de changer du tout au tout, et de devenir le meilleur des professeurs pour mettre sur la voie du succès ces enfants en difficulté. Autrefois secret et taciturne, il devint subitement extraverti, humain et allègre à l'extrême, prenant toujours les choses du bon côté. C'est par ailleurs Kaede Kayano qui lui donna son surnom de Koro-sensei, qui provient du mot «Korosu», ou plutôt "Korosenai" en japonais et qui signifie qu'on ne peut pas tuer en français. Koro-sensei veut donc dire le professeur qu'on ne peut tuer. Il marchanda avec le gouvernement japonais pour être officialisé enseignant, et pour entraîner ses élèves au meurtre dans le but de le tuer afin de sauver la planète... et remporter les 10 milliards de Yens à la clé. Devant l'ampleur de la tâche, les élèves, dont le discret Nagisa, furent rapidement démoralisés: leur professeur se déplace à Mach 20, possède d'innombrables tentacules multifonctions, et est souple comme un poulpe, animal à qui il aime se comparer. Pourtant, ce pédagogue excellent et diablement intelligent va se montrer aussi incroyablement doué pour redonner espoir à sa classe, et les faire devenir la meilleure classe du collège. Son but est en effet de faire se dépasser ses élèves, pour qu'ils le dépassent lui-même.

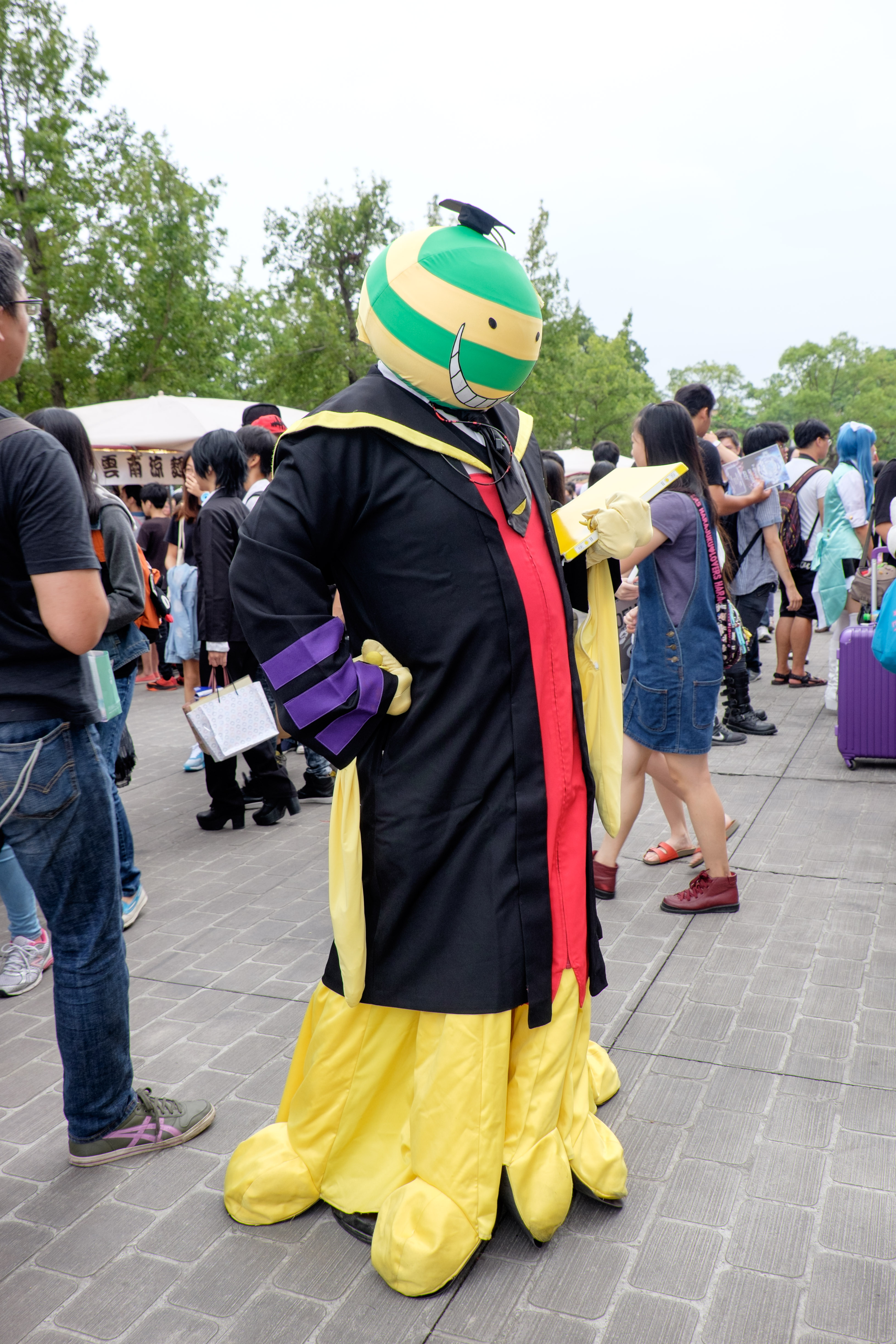
Cosplay de Koro-sensei avec un visage rayé de vert, signifiant qu'il se moque.

L'année scolaire fut en conséquence marquée par les déboires de ce monstre joyeux et imprévisible, un peu pervers, narquois et généreux avec tous, y compris ses ennemis. La plupart de ses élèves, comme le mystérieux Karma, furent à ce moment déterminés à le tuer pour sauver leur planète, bien qu'adorant les méthodes peu communes d'enseignement de leur professeur tout aussi peu commun.
À la fin de l'année, alors que les élèves devenus des assassins aguerris découvrirent que la probabilité d'explosion de Koro était tombé à moins de 1 %, les gouvernements mondiaux réunis à l'ONU décidèrent pourtant de lui porter le coup de grâce: ils l'enfermèrent dans une bulle laser autour de sa petite école et lancèrent un rayon depuis l'espace capable de l'anéantir. Affrontant son vieil ennemi, le professeur Yanagisawa, et son ancien élève, le second Dieu de la Mort devenu démoniaque, le professeur Koro dut livrer le combat de sa vie pour sauver ses élèves, mais il se retrouva bientôt à bout de forces. Cependant en puisant dans ses ultimes ressources, il lança son attaque la plus puissante et parvient finalement à tuer ses ennemis, se réconciliant même avec son ex-apprenti au moment de lui enfoncer un couteau dans le coeur.
Suppliant les enfants de lui donner la mort, le professeur leur souhaita une dernière fois bonne chance pour la vie active avant que Nagisa, son fidèle élève ambitionnant de suivre la voie de l'enseignement, ne soit réduit à lui planter un couteau dans le cœur. Le cadavre du légendaire assassin devenu exceptionnellement vertueux dans la dernière année de sa vie s'envola alors vers la lune en une multitude de particules dorées, laissant à ses élèves leur avenir et des livres de conseils ridiculement longs.
L'épisode « Avenir » nous montre en partie ce que sont devenus les élèves de la 3-E sept années après la mort de Koro-sensei : on peut voir les fantômes d'Aguri Yukimura et de Koro-sensei s'enlacer tendrement sur le toit de l'école.

## Capacités
Le professeur Koro possédait toute une gamme de techniques secrètes pour se sortir des situations les plus difficiles, parmi lesquelles:
- Les tentacules multifonctions et en grand nombre,
- Une vélocité pouvant aller jusqu'à Mach 20 (environ 7 km/s), cependant il ne voyage généralement qu'à 3.
- Une période de mue qui peut l'envelopper dans un cocon protecteur, technique utilisable uniquement une fois par mois,
- Une "armure suprême", où il est réduit à l'état d'œuf emmailloté dans du cristal incassable puis 24h après il redevient comme avant,
- Un potentiel de 0,1 g d'antimatière capable de raser un astre,
- Une capacité à changer de couleur de visage selon ses émotions,
- De grandes facultés mentales et intellectuelles.

## Points faibles
Durant toute l'intrigue, Nagisa Shiota, un des élèves de la classe 3-E, a noté tous les points faibles de Koro-sensei dans un petit carnet afin de les exploiter pour pouvoir le tuer. Il a compté au total 34 points faibles plus ou moins exploitables.
- Quand il se la joue cool il devient vulnérable.
- Il panique étonnamment vite.
- Il est mesquin.
- Ses coups de poing (tentacules) ne font pas de mal à une mouche.
- Il aime les grosses poitrines.
- Il rampe devant ses supérieurs.
- Les casse-têtes le font paniquer.
- Il a le mal des transports.
- Il ne peut pas dormir sans son oreiller.
- Il se soucie des apparences.
- Il ne peut pas manger chaud.
- C'est une vraie commère.
- Les scénarios et intrigues clichés le font pleurer comme une madeleine.
- Il absorbe l'humidité (ça le fait gonfler).
- Il se soucie vraiment des rumeurs.
- Il est vulnérable juste après avoir mué.
- Il est vulnérable quand il se régénère.
- Son corps se rigidifie quand il est éclairé par une lumière spéciale.
- Dans une situation grave, il devient sérieux, et en est très gêné après coup.
- Il ne sait dessiner que des images simples.
- Fatigue thermique.
- Il est très strict sur le comportement à avoir à la piscine.
- Il ne sait pas nager.
- Il aime les commérages.
- Il est faible contre l'occulte.
- S'il ne peut pas rassembler les gens, il se sent inutile.
- Il n'a pas l'oreille musicale.
- Il aspire à se cacher.
- S'emporte par les positions officielles.
- Il s'énerve au volant
- Pas liés, mais agit comme un parent-poule.
- Obtient l'assurance pour éviter de se blesser.
- Si tout le monde le tient, il peut être immobilisé.
- Casse l'ambiance dans les moments graves.